# Herbert von Obwurzer
Herbert von Obwurzer (26. června 1888 – 26. ledna 1945) byl rakouský veterán první světové války, expert na horské jednotky a důstojník Waffen-SS v hodnosti SS-Brigadeführer und Generalmajor der Waffen-SS.

## Mládí a první světová válka
Herbert Obwurzer se narodil 26. června roku 1888 ve městě Innsbruck v tyrolské části Rakouského císařství, jako syn plukovníka rakouské císařské armády Bernda Obwurzera, který padl na podzim roku 1914 při bojích na území Polska. Po jeho smrti byla jeho rodina oprávněna honosit se šlechtickým titulem "von", který si Herbert přidal ke jménu.
Po dokončení studií na školách v Innsbrucku a ve Vídni maturoval v roce 1907. Následně na to vstupuje rakouské císařské armády, kde je nejprve zařazen ke kadetní škole pěšího vojska. Po dokončení školy je mu 17. srpna roku 1907 udělena hodnost praporčík (Fähnrich) a jeho prvním služebním postem se mu stává dragounský pluk "Kaiser Ferdinand I." (Dragoner-Regiment "Kaiser Ferdinand I."), kde slouží až do začátku srpna roku 1914.
Stejný rok je povýšen do hodnosti Oberleutnant (Nadporučík) a převelen ke dragounskému pluku "Erzherzog Albrecht" (Dragoner-Regiment "Erzherzog Albrecht"). Během první světové války vystřídá ještě několik jednotek a jeho poslední se mu stává 1. tyrolský císařský pluk myslivců (Tiroler Kaiserjäger-Regiment Nr. 1), kde velí rotě u III. praporu. Během války byl jednou raněn, několikrát vyznamenán a jeho poslední hodnost je Hauptmann (Kapitán).

## Meziválečné období
Roku 1920 vstupuje do řad jednotek Freikorps a je zařazen k Železné divizí pod velením majora Josefa Bischoffa se kterou se účastní bojových akcí v Pobaltí, kde bojuje proti komunistickým ozbrojeným silám a účastní se také osvobození Rigy.
Po návratu do rodného Tyrolska je nejprve členem tyrolské domobrany (Tiloler Heimatwehr), kde slouží jako štábní důstojník u Dr. Richarda Steidleho, který je velitelem celé organizace. Následně slouží i jako styčný důstojník u bavorské domobrany. Později se živí jako statkář až do počátku 30. let.
Nutno podotknout, že během roku 1923 se žení a se svojí ženou má později dceru.
K 1. červnu roku 1930 vstupuje do rakouské odnože NSDAP a zhruba ve stejnou dobu se stěhuje do Německa. Během roku 1932 absolvuje ještě semestr na univerzitě ve Vídni.
Od roku 1934 zastával různé hospodářské funkce týkající se obchodu, ekonomiky a různých vědeckých záležitostí u vedoucí kanceláře NSDAP a již v lednu roku 1934 pracoval v oddělení pro stejné záležitosti pod vedením Rudolfa Hesse. Následně je jmenován zástupcem Bernharda Köhlera, který se stává vedoucím oddělení hospodářské politiky.
Ke konci srpna roku 1936 opouští své poslední působiště a stává se náměstkem pro ekonomické záležitosti u německého sklářského průmyslu a zde působí až do roku 1939. V roce 1937 podstupuje několik cvičení se 67. pěším plukem ze 23. pěší divize generála Waltera von Brockdorffa.

## Druhá světová válka
S vypuknutím druhé světové války vstupuje opět do armády v hodnosti majora v záloze a je zařazen ke 67. pěšímu pluku ze 23. pěší divize generála Waltera von Brockdorffa. S divizí se účastní německého útoku na Polsko a za své zásluhy ve velení praporu si vyslouží oba stupně železného kříže. Následně slouží ještě u 411. pěšího pluku ze 122. pěší divize generálporučíka Sigfrida Macholze, kam je převelen, aby velel II. praporu. S divizí je odvelen na východní frontu, kde slouží až do července roku 1942, kdy je povýšen do hodnosti Oberstleutnant der Reserve (Podplukovník v záloze) a odvelen zpět do Německa.
K 1. srpnu 1942 je přeložen ke Waffen-SS v hodnosti SS-Obersturmbannführer der Reserve a zařazen ke 6. horské divizi SS „Nord“, kde střídá SS-Standartenführera Hanse Scheidera ve velení 11. pluku horských myslivců SS. Zde setrval až do 11. března roku 1943, než jej ve velení pluku vystřídal SS-Standartenführer Berthold Maack.
V lednu roku 1943 je povýšen do hodnosti SS-Standarteführer der Reserve (Plukovník v záloze) a odvelen ke Jugoslávie, aby se jako velitel 13. chorvatské horské divize SS „Handschar“ ujal jejího sestavení. V počátku srpna téhož roku byl však na přímý rozkaz říšského vůdce SS Heinricha Himmlera nahrazen SS-Brigadeführerem Karl-Gustavem Sauberzweigem a převelen na krátkou dobu ke V. dobrovolnickému horskému sboru SS.
Následně je převelen ke 1. motorizované pěší brigádě SS, kde přebírá velení 8. pěšího pluku SS po SS-Standartenführerovi Augustu-Wilhelmu Trabandtovi. Jednotce velí i poté, co je brigáda rozšířena na 18. dobrovolnickou divizi tankových granátníků SS „Horst Wessel“ a jeho pluk přejmenován a přečíslován na 39. granátnický pluk SS (SS-Grenadier-Regiment Nr. 39).
V polovině března roku 1944 je převelen ke 15. výcvikové a záložní granátnické brigádě SS (SS-Grenadier Ausbildungs und Ersatz Brigade 15) a stává se jejím velitelem. Zde jej v červnu téhož roku střídá ve velení SS-Standartenführer Bruno von Bredow a von Obwurzer je povýšen do hodnosti SS-Oberführer (Starší plukovník).
Jeho posledním velitelským postem se mu stává 15. lotyšská granátnická divize SS, kde ve velení divize střídá SS-Brigadeführera Nikolause Heilmanna, který je odvelen.
Avšak v lednu roku 1945, během ústupových bojů v Polsku v okolí města Gdaňsk, je zabit sovětskými jednotkami, když provádí inspekci divizní jednotky poblíž Nakelu. V souvislosti s tím je posmrtně povýšen do hodnosti SS-Brigadeführer und Generalmajor der Waffen-SS.

## Shrnutí vojenské kariéry

### Data povýšení
- Offizierstellvertreter - 1907
- Fähnrich - 17. srpen, 1907
- Leutnant - 1. listopad, 1909
- Oberleutnant - 1914
- Hauptmann - 1. květen, 1917
- Major der Reserve - 1937
- Oberstleutnant der Reserve - 1. červenec, 1942
- SS-Obersturmbannführer der Reserve - 1. srpen, 1942
- SS-Standartenführer der Reserve - 30. leden, 1943
- SS-Oberführer - 21. červen, 1944
- SS-Brigadeführer und Generalmajor der Waffen-SS - 26. leden, 1945

### Významná vyznamenání
- Železný kříž I. třídy - 1939
- Železný kříž II. třídy - 1939
- Odznak za zranění v černém - (První světová válka)
- Rakouský vojenský záslužný kříž III. třídy s meči (První světová válka)
- Rakouská vojenská záslužná medaile ve stříbře (První světová válka)
- Rakouská vojenská záslužná medaile v bronzu (První světová válka)
- Karlův vojenský kříž - (První světová válka)
- Rakouský válečný pamětní kříž s meči
- Baltský kříž I. třídy - 1920
- Baltský kříž II. třídy - 1920
- Medaile za Anschluss
- Kříž cti
- |  Služební vyznamenání NSDAP v bronzu a stříbře
- Čestný prýmek starého bojovníka
- Totenkopfring